# Fairport Convention
A Fairport Convention brit folk-rock/celtic rock zenekar. A sima folk műfajban is játszanak.
1967-ben alakultak meg Londonban. Az együttes a folk rock műfaj egyik legfontosabb zenekarának számít. Nevüket arról a házról kapták, amelyben gyakoroltak. Pályafutásuk alatt 28 nagylemezt jelentettek meg. 
Először 1967-től 1979-ig működtek, majd 1979-től napjainkig.
Lemezkiadóik: Polydor Records, Island Records, A&M Records, Vertigo Records, Rough Trade, Transatlantic Records, Woodworm Records, Matty Grooves Records.
Az együttes Unhalfbricking és Liege & Lief című albumai bekerültek az 1001 lemez, amelyet hallanod kell, mielőtt meghalsz című könyvbe.
1976-ban "Fairport" és "Fairport Featuring Dave Swarbrick" neveken is szerepeltek, utóbbi nevet az Egyesült Államokban használták.

## Tagjai
- Simon Nicol - gitár, ének (1967-1971, 1976-1979, 1985-)
- Dave Pegg - basszusgitár, mandolin, vokál (1969-1979, 1985-)
- Ric Sanders - hegedű, billentyűk (ideiglenesen) (1985-)
- Chris Leslie - hegedű, mandolin, buzuki, ének (1996-)
- Gerry Conway - dobok, ütős hangszerek (1998-)

## Diszkográfia
- Fairport Convention (1968)
- What We Did On Our Holidays (1969)
- Unhalfbricking (1969)
- Liege and Lief (1969)
- Full House (1970)
- Angel Delight (1971)
- Rosie (1973)
- Nine (1973)
- Rising for the Moon (1975)
- Gottle O'Geer (1976)
- The Bonny Bunch of Roses (1977)
- Tipplers Tales (1978)
- Gladys' Leap (1985)
- Expletive Delighted! (1986)
- Red and Gold (1989)
- The Five Seasons (1990)
- Jewel in the Crown (1995)
- Old New Borrowed Blue (1996)
- Who Knows Where the Time Goes? (1997)
- The Wood and the Wire (1999)
- XXXV (2002)
- Over the Next Hill (2004)
- Sense of Occasion (2007)
- Festival Bell (2011)
- By Popular Request (2012)
- Myths and Heroes (2015)
- 50:50@50 (2017)
- Shuffle and Go (2020)